# Panettone
El panettone (que en llombard es pronuncia panetòn o panetún), és una mena de pa dolç, amb una molla molt flonja i airejada. És un pastís original de la Llombardia, que té la seva capital a Milà. La versió original porta fruita confitada i panses, però avui dia existeixen moltes variants. Tradicionalment es prepara i es menja per Nadal o Any Nou.

## Difusió
Actualment es pot trobar el panettone a tot Itàlia com a postres nadalenques, i des de finals del segle XX s'ha estès internacionalment a molts llocs, com ara Catalunya, on és cada cop més popular. L’any 2020 ha arribat a dir-se que hi ha una “febre del panettone”. L’Escola de Pastisseria del Gremi de Barcelona organitza un concurs del millor panettone artesà de l'Estat Espanyol. L'any 2020 ha guanyat el guardó la Pastisseria Ventura de Riudoms, amb el nom comercial de Xocosave.
En algunes regions de França i de Suïssa ja forma part de la tradició nadalenca. A la localitat suïssa de Lugano s'hi celebra el campionat mundial de panettone. Amb l'emigració italiana, el consum del panettone es va escampar per alguns països d'Amèrica del Sud, com Argentina, Bolívia, Brasil, Perú, Uruguai, Veneçuela o Xile, llocs on és conegut amb altres noms com pan de pascua, panetón o pan dulce. El Brasil és un dels principals exportadors de panettone del món.

## Història
Històricament, el panettone es considera una derivació d'un altre pastís nadalenc molt popular, sobretot a Verona (Vèneto), el pandoro. Aquest, però, no té farciments i és una mica més compacte. Al seu torn, el pandoro té el seu origen a l'antiga Roma.

## Producció
Entre panettone i pandoro es van produir a Itàlia el 2008 prop de 100 milions d'unitats, per un valor d’uns 600 milions d'euros.
No és rar que a partir dels anys 2010 pastisseries catalanes en venguin anualment més d'un miler d'unitats fetes artesanalment i localment, arribant fins i tot a 4000. El 2020 es preveu que a l'Estat Espanyol se'n venguin en conjunt un milió d'unitats.

## Altres llaminadures lligades a les festes de Nadal
- Torrons
- Neules
- Carbó de Nadal
- Bûche de Noël a França
- Cozonac búlgar i romanès
- Calenos o "tretze postres" de Provença
- Christmas pudding anglès
- Brioix trenat txec
- Kouglof alsacià
- Beignes de Nadal del Quebec
- Stollen alemany
- Pandoro del Vèneto